# 佩里鎮區 (印地安納州馬丁縣)
佩里鎮區（英語：Perry Township）是位於美國印地安納州馬丁縣的一個行政鎮區。

## 地方資料
根據2010年美國人口普查的數據，佩里鎮區的面積為254.60平方千米，當中陸地面積為249.90平方千米，而水域面積為4.70平方千米。當地共有人口5093人，而人口密度為每平方千米20人。